# نيكولو لودوفيسي

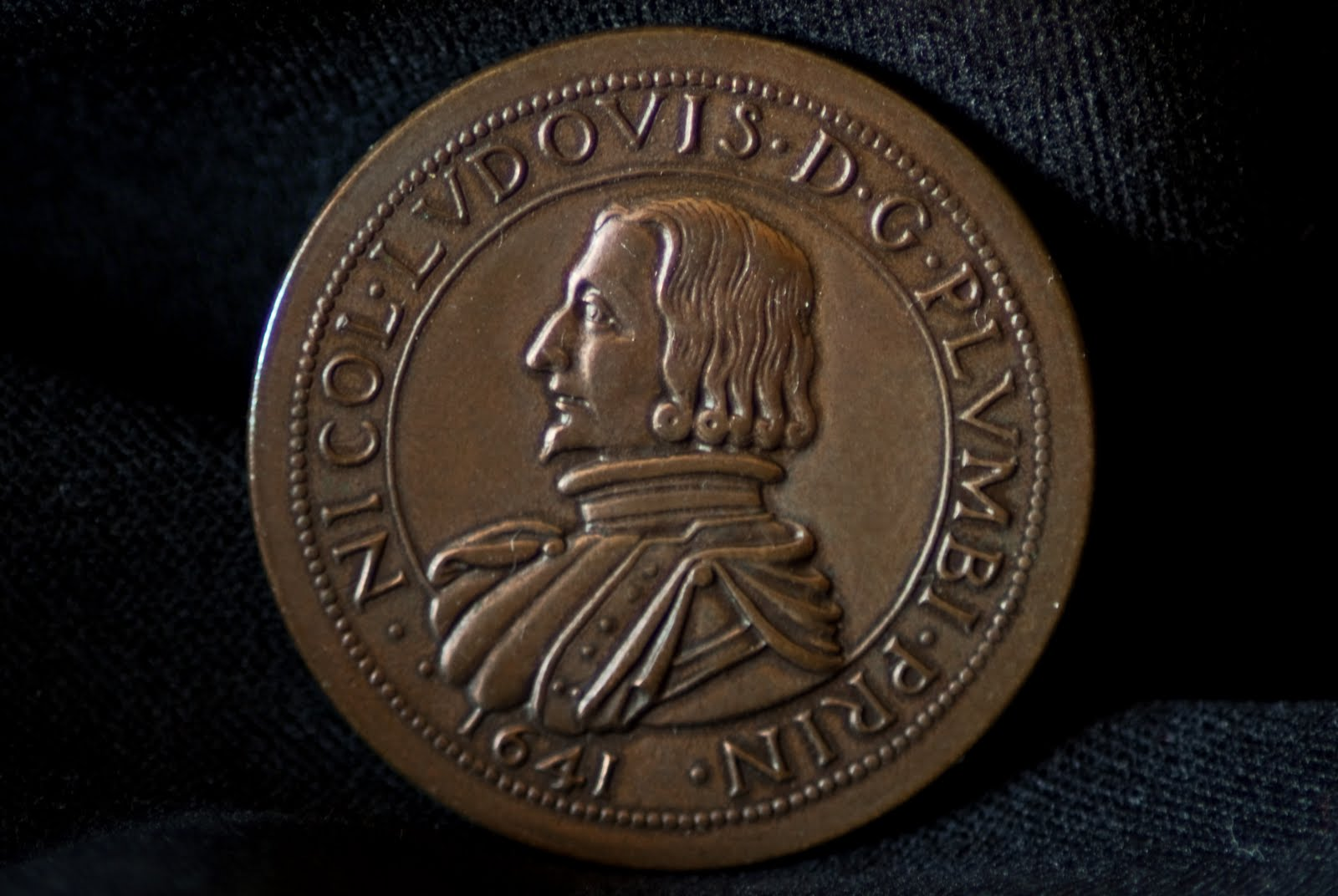
نيكولو الأول لودوفيسي، أمير بيومبينو - سيد جيسوالدو

نيكولو الأول لودوفيسي (1610 - 25 ديسمبر 1664)، دوق فيانو وزاغارولو الثاني، كان أمير بيومبينو، ماركيز بوبولونيا، أمير فينوسا وكونت كونزا، اللورد دي سكارلينو، بوبولونيا، فينيالي، أباديا ديل فانغو، سوفيريتو، بوريانو، سيربولي إي بالمايولان، واللورد أمير توسكان. الأرخبيل يشمل جزر إلبا، ومونتكريستو، وبيانوسا، وجورجونا، وكابرايا، وإيزولا ديل جيليو من عام 1634 حتى وفاته.

## عائلة
وُلِد في بولونيا، ابنًا لأورازيو لودوفيسي، دوق فيانو وزاغارولو الأول، نبيل بولونيا والقائد العام للجيش البابوي (وشقيق البابا غريغوري الخامس عشر)، وزوجته لافينيا ألبيرغاتي. كان ابن شقيق الكاردينال نيكولو ألبيرغاتي-لودوفيسي، الذي أصبح لاحقًا. وكان شقيقًا للودوفيكو لودوفيسي الذي رُقّيَ كاردينالًا على يد عمه البابا.

## الزواج والإرث
تزوج لودوفيسي ثلاث مرات.
تزوج أولاً في 30 نوفمبر 1622 من دونا إيزابيلا جيسوالدو ( نابولي، يونيو 1611 - روما، 8 مايو 1629)، الأميرة الرابعة لفينوسا، الكونتيسة التاسعة لكونزا، الابنة الوحيدة ووريثة دون إيمانويل جيسوالدو (نابولي، 1588 - توريلا، 20 أغسطس 1613)، الكونت الثامن لكونزا، وزوجة زوجها الأول مارثا بوليكسينا، كونتيسة زو فورستنبرغ ( براغ، 29 يوليو 1588 - أتري، 31 مايو 1649)، التي كانت بدورها حفيدة الأب الوحيدة ووريثة دون كارلو جيسوالدو، أمير فينوسا الثالث، والزوجة الأولى لزوجها الثالث دونا ماريا دافالوس، وكان لديها:
- دونا لافينيا لودوفيسي (1627 – 1634)، الأميرة الخامسة لفينوسا، الكونتيسة العاشرة لكونزا، توفيت في طفولتها

- غريغوريو فيليبو لودوفيسي (1633 - 1637)، توفي وهو طفل.

في 1632/1633 تزوج نيكولو ثانيًا من بوليسينا دي ميندوزا- أبياني (؟ - 1642)، الابنة الثانية ووريثة جورجيو دي ميندوزا، كونت بيناسكو، والزوجة وابنة أخته إيزابيلا أبياني، أميرة بيومبينو
.
كان زواجه الثالث في عام 1644 من كوستانزا بامفيلي (1627 - 3 أبريل 1665)، ابنة بامفيليو بامفيلي (حوالي 1564 - 29 أغسطس 1639) وزوجته (1614) أوليمبيا مايدالشيني (حوالي 1593 - 1657)، أرملة باولو نيني، محافظ كومونة فيتربو، أخت ماريا فلامينيا بامفيلي (1619 - 1682)، تزوجت في 12 أكتوبر 1640 من أندريا جوستينياني، المركيز والأمير الأول لباسانو في 21 نوفمبر 1644 (؟ - روما، 1676)، وأنجبا أبناء، وكاميلو فرانشيسكو ماريا بامفيلي، الأمير الأول لسان مارتينو آل تشيمينو وفالمونتون، الذي تزوج نيكولو لودوفيسي. ابنة أخت أوليمبيا الدوبرانديني. انتقل والدها، بامفيليو بامفيلي، إلى نابولي مع زوجته أوليمبيا ميدالشيني، بعد أن أصبح شقيقه الكاردينال جيوفاني باتيستا بامفيلي ( البابا إنوسنت العاشر المستقبلي) سفيرًا بابويًا لمملكة نابولي . كان لديهم:
- جيوفان باتيستا لودوفيسي (1647–1699)، دوق فيانو وزاغارولو الثالث، أمير بيومبينو، إلخ، من 1664
- أوليمبيا لودوفيسي (1656–1700)، أميرة بيومبينو، إلخ (1700)، غير متزوجة
- لافينيا لودوفيسي (1659–1682)، تزوجت من جيانجيرولامو، دوق أتري، لكن لم يكن لديهما أي أبناء.
- إيبوليتا لودوفيسي (1663–1733)، أميرة بيومبينو، إلخ (1700–1733)، تزوجت من دون غريغوريو الثاني بونكومباني، دوق سورا الخامس، إلخ، الأمير القرين لبيومبينو، إلخ، وأنجبا أبناء.
- نيكولينا لودوفيسي (حوالي 1664 - 1665)، توفيت في سن الطفولة

## العناوين
عُيّن نيكولو أميرًا عام ١٦٣٤ بعد دفع مليون فلورين . كما ورث ألقاب والده، فأصبح ماركيز بوبولونيا ودوق فيانو .

## الأدب
كلاوس جايتنر، Die Hauptinstruktionen Gregors XV. : Für die Nuntien und Gesandten an den europäischen Fürstenhöfen، 1621-1623 ، Bibliothek des Deutsches Historisches Institut in Rom، Max Niemeyer Verlag، 1997، pp. 167–178. ، 
| سبقه | ' | تبعه |